# 田邊英蔵
田邊 英蔵（たなべ えいぞう、1927年5月22日 - 2019年1月22日）は、日本の実業家。元後楽園スタヂアム（現・東京ドーム）副社長、熱海後楽園社長、文教大学国際学部教授。
父の田邊 宗英は帝国拳闘協会会長、株式会社後楽園スタヂアム（現・東京ドーム）第4代社長、日本ボクシングコミッション（JBC）初代コミッショナー。株式会社よみうりランド初代社長。新東宝社長。

## 経歴
1927年（昭和2年）東京で生まれる。東北大学卒業。スキューバダイビングの草分け的存在で、ダイビングへ行くための「母艦」として1963年、日本初のダイビング用ヨット「蒼竜」を建造。その活動の日々を「きゃびん夜話」としてヨット、モーターボートの専門誌「舵（KAZI）」に21年間連載。1990年には地中海マジョルカ島で44フィートのケッチ型ヨット「アイシス」を購入、地中海クルージングを楽しんだ。同艇を手ばなした後に、長年住み慣れた東京を離れ、岡山県倉敷市に居を構え、文筆業にはげんだ。
2019年（平成31年）1月22日、脳出血のため91歳で死去。

## 著述
- 1980年2月『はきなれたデッキ・シューズ』、集英社
- 1983年3月～1989年5月『きゃびん夜話〈1〉』～『きゃびん夜話〈5〉』、舵社
- 1983年7月『統率のパラドックス - 闘争とヒューマニズムの狭間』、ダイヤモンド社
- 1984年7月『海軍式サービス業発想 - 砲術参謀新田善三郎の先見に学ぶ』、ダイヤモンド社
- 1984年11月『逆説の帝王学』、PHP研究所
- 1987年7月『サービスの法則―日本人はサービスに何を求めるか』、ダイヤモンド社
- 1992年4月『日本人は海が嫌い―ヨット乗りに学ぶ海の思想』、光文社文庫
- 1993年、紀要論文『船を媒介にした人間の余暇の過し方の変遷についての一考察 : 浮かぶ宮殿から浮かぶリゾートヘ,そして浮かぶ別荘へ』
- 1995年8月『サービスの法則―日本人はサービスに何を求めるか』、PHP研究所
- 1996年1月『サービスの本質―対人接触の真髄を知る』、ダイヤモンド社
- 1997年2月『きゃびん夜話セレクション―『アイシス』の昼の夢』、舵社
- 1998年6月『サービスで一流になる―お客はどんなサービスを求めているか』、ダイヤモンド社
- 2011年7月『きゃびん夜話30選』、舵社